# Christopher Cavanaugh
Christopher „Chris“ Carl Cavanaugh (* 1. Juli 1962 in Hialeah, Kalifornien) ist ein ehemaliger Schwimmer aus den Vereinigten Staaten, der je eine Goldmedaille bei Olympischen Spielen, bei Schwimmweltmeisterschaften und bei Panamerikanischen Spielen gewann.

## Karriere
Bei den Schwimmweltmeisterschaften 1982 in Guayaquil belegte Cavanaugh in 50,32 Sekunden den vierten Platz mit 0,14 Sekunden Rückstand auf den Sieger Jörg Woithe aus der DDR. Für die 4-mal-100-Meter-Lagenstaffel der Vereinigten Staaten schwamm Cavanaugh nur im Vorlauf, im Finale trat Rowdy Gaines auf der Freistilstrecke an. Die 4-mal-100-Meter-Freistilstaffel mit Cavanaugh, Robin Leamy, David McCagg und Gaines erschwamm die Goldmedaille in der Weltrekordzeit von 3:19,26 Minuten vor den Staffeln aus der Sowjetunion und aus Schweden. 1983 gewann Cavanaugh die Goldmedaille mit der 4-mal-100-Meter-Freistilstaffel bei den Panamerikanischen Spielen in Caracas. Über 100 Meter Freistil belegte er den vierten Platz. Bei den Olympischen Spielen 1984 in Los Angeles erreichte die Staffel mit Matt Biondi, Christopher Cavanaugh, Tom Jager und Robin Leamy das Finale als Vorlaufzweite hinter den Australiern. Im Endlauf verbesserten Christopher Cavanaugh, Michael Heath, Matt Biondi und Rowdy Gaines den Weltrekord auf 3:19,03 Minuten und gewannen die Goldmedaille mit 0,65 Sekunden Vorsprung vor der australischen Staffel. Jager und Leamy erhielten für ihren Vorlaufeinsatz ebenfalls eine Goldmedaille, diese Regelung wurde 1984 erstmals bei Olympischen Spielen angewendet.
Christopher Cavanaugh graduierte 1985 an der University of Southern California. Nach seiner eigenen Laufbahn war er als Schwimmtrainer tätig und beteiligte sich später an der Wohltätigkeitsveranstaltung Swim Across America, die Geld für die Krebsforschung sammelt.